# Ercole di Caserta
Ercole è un sobborgo di Caserta.

## Geografia
Occupa un'area completamente urbanizzata a nord-ovest del centro storico, affiancato alla pescheria grande nella Reggia di Caserta, in direzione del vicinissimo comune di Casagiove.

## Storia
Il toponimo si lega al mito di Ercole, raffigurato anche all'interno della Reggia, anticamente era definito borgo di Ercole, successivamente divenuto quartiere residenziale per i lavoratori impegnati nell'edificazione del palazzo reale e nel mantenimento dei vari apparati di corte. Anticamente infatti la zona era abitata dai membri del Corpo reale dei volontari di Marina, detti anche Liparioti, poiché in gran parte provenienti dall’isola di Lipari, il loro compito era di assistere il re Ferdinando I delle Due Sicilie, nelle attività di sorvegliare le ricchezze della Reggia.
In seguito allo scioglimento dei Liparioti, la zona fu abitata dagli gli schiavi impiegati nella costruzione del Palazzo reale.

## Monumenti e luoghi d'interesse
Ad Ercole, nei pressi del quartiere dei Liparioti fu costruita l'antica cappella degli schiavi battezzati, detta anche Santa Maria de’ Sette Angeli, risalente al XVIII secolo.